# تاكاشي كاوانو
تاكاشي كاوانو (باليابانية: 河野 貴志) (مواليد 17 يونيو 1996) هو لاعب كرة قدم ياباني.

## وصلات خارجية
- تاكاشي كاوانو على موقع رابطة كرة القدم اليابانية للمحترفين (اليابانية)
- تاكاشي كاوانو على موقع قاعدة بيانات كرة القدم.إي يو (الإنجليزية)
- تاكاشي كاوانو على موقع Soccerway.com (الإنجليزية)
- تاكاشي كاوانو على موقع عالم كرة القدم.نت (الإنجليزية)